# Wilhelm Weidinger
Wilhelm Weidinger (* 15. November 1939 in  Berlin; † 13. April 2018 in Regensburg) war ein deutscher Verwaltungsjurist und Regierungspräsident der Oberpfalz.

## Leben
Wilhelm Weidinger, der in Heidelberg aufwuchs, studierte Rechtswissenschaften in Freiburg, Berlin und München und schrieb 1967 seine Doktorarbeit an der Ludwig-Maximilians-Universität München über das Kartellrecht in der Europäischen Gemeinschaft. Nach der Promotion trat er 1968 in bayerische Staatsdienste. Unter anderem bekleidete er von 1987 bis 1994 das Amt des Regierungsvizepräsidenten von Oberbayern. Bevor er 1999 Regierungspräsident der Oberpfalz wurde, leitete er im Bayerischen Staatsministerium des Innern die Abteilung für Zentrale Angelegenheiten. Wilhelm Weidinger trat 2004 in den Ruhestand.
Weidinger war langjähriger Präsident des Oberpfälzer Kulturbundes, Vorsitzender des Regionalmarketingvereins und des Vereins Freunde und Förderer des Kunstforums Ostdeutsche Galerie. 2012 war er bayerischer Landesvorsitzender des Volksbundes Deutsche Kriegsgräberfürsorge. In seiner Freizeit betätigte er sich auch als Malakologe. Er war verheiratet und hatte einen Sohn und eine Tochter.

## Ehrungen
- Bayerischer Verdienstorden (2013)
- Bundesverdienstkreuz am Bande (2004)